# Zygmunt Stępiński

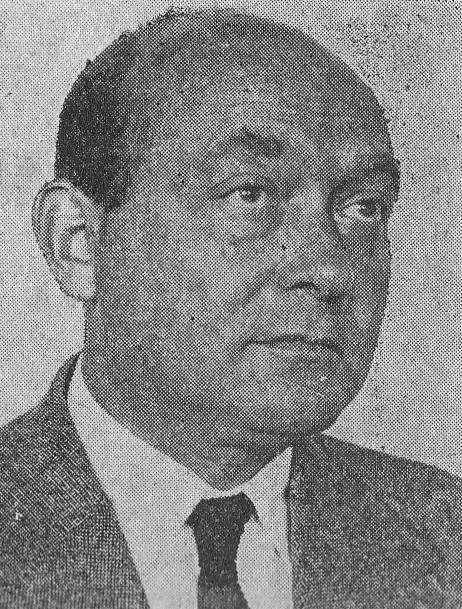
Zygmunt Stępiński

Zygmunt Stępiński (* 30. Oktober 1908 in Warschau; † 17. März 1982 ebenda) war ein polnischer Architekt und Stadtplaner, der vor allem nach dem Zweiten Weltkrieg beim Wiederaufbau der weitgehend zerstörten Stadt Warschau wirkte.

## Leben
Stępiński stammte aus einer Warschauer Familie. Er besuchte das Adam-Mickiewicz-Gymnasium in der Ulica Konopczyńskiego und studierte Architektur an der Technischen Universität in Warschau. Bereits Anfang der 1930er Jahre erhielt er sein Diplom und leistete in Folge seinen Wehrdienst beim in der Warschauer Zitadelle stationierten 21. Infanterie-Regiment „Dzieci Warszawy“ („Kinder Warschaus“) ab. Er wurde Mitarbeiter im Architekturbüro von Bohdan Pniewski. Zunächst entwarf er Inneneinrichtungen, wie für das Angestellten-Casino des Polnischen Rundfunks (Klub Pracowników Polskiego Radia) an der Ulica Marszałkowska, Ausstellungsräume des Industrie- und Technikmuseums (Muzeum Przemysłu i Techniki) und den Vorführungsraum des Warschauer Elektrizitätswerkes (Elektrownia Warszawska) in der Ulica Kredytowa.
Bei Kriegsausbruch 1939 beteiligte Stępiński sich an der Verteidigung Warschaus und war später in der Polnischen Heimatarmee unter dem Pseudonym „Plastyk“ in der Kampfgruppe „Krybar“ aktiv. Ab dem Kriegsende war Stępiński einer der führenden Architekten beim Wiederaufbau Warschaus. Er arbeitete im Büro zum Wiederaufbau der Hauptstadt (BOS) in den Abteilungen Denkmalschutz und Rekonstruktion der Altbausubstanz. In diese Zeit fiel seine Beteiligung am Wiederaufbau der historischen Straßenzüge Nowy Świat und Krakowskie Przedmieście. Zusammen mit Architekten wie Stanisław Jankowski, Jan Knothe und Józef Sigalin war er verantwortlich für den Bau von verschiedenen Großprojekten, wie der historisierenden Siedlung Mariensztat, der Schnellverkehrsstraße Trasa W-Z und dem realsozialistischen MDM-Stadtviertel mit dem Plac Konstytucji.
Im Jahr 1974 wurde Stępiński pensioniert. Danach veröffentlichte er. Zweimal war der Architekt Gewinner der Auszeichnung der Hauptstadt Warschau (Polnisch: Nagroda m.st. Warszawy).

## Bauten (Auswahl)
- Konzeption für die Innenstadt-Wohnsiedlung „Kubuś Puchatek“
- Kino „Skarpa“
- Hotel Metropol
- Wiederaufbau des Plac Teatralny
- Potocki-Palast an der Krakowskie Przedmieście
- Grab des Unbekannten Soldaten am Piłsudski-Platz
- Wohnhaus „Dziekanka“ an der Krakowskie Przedmieście 56
- Mostowski-Palast
- Branicki-Palast in der Nowy Świat
- Militärgerichtsgebäude beim Dom bez Kantów
- Malachowski-Palais

## Veröffentlichungen (Auswahl)
- Gawędy warszawskiego architekta, Krajowa Agencja Wydawnicza, Warschau 1984
- Siedem placów Warszawy, PWN, Warschau 1988